# James Luceno
James Luceno (nacido en 1947) es un escritor estadounidense, conocido sobre todo por sus novelas y libros de referencia relacionados con la franquicia de La Guerra de las Galaxias y su universo expandido, así como por las novelizaciones de la serie animada de televisión  Robotech, escritas conjuntamente con Brian Daley bajo el seudónimo de Jack McKinney. Luceno es también autor de varias novelas originales, así como de novelizaciones de películas, y ha escrito guiones para series de dibujos animados.

## La Guerra de las Galaxias
Ha escrito para el universo de La Guerra de las Galaxias las siguientes novelas de la serie La Nueva Orden Jedi: Agentes del Caos I: La prueba del Héroe,
Agentes del Caos II: Eclipse Jedi y La Fuerza Unificadora. También ha escrito el Diccionario Visual de Personajes y Equipos de Star Wars: Episodio III - La venganza de los Sith y el libro electrónico Darth Maul: Saboteur (en realidad, este libro electrónico era un prólogo a su trilogía de precuelas, ambientada directamente antes de Star Wars: Episodio I - La amenaza fantasma, llamada Velo de traiciones). Dos de sus últimas novelas ambientadas en el universo de La Guerra de las Galaxias son El laberinto del mal y Darth Vader: El Señor Oscuro. También ha escrito una novela en la que se explica la historia del Halcón Milenario.
En una entrevista con la revista Star Wars Insider, Luceno declaró que en un futuro le gustaría escribir una novela sobre las distintas formas de buscar la inmortalidad por parte de Qui-Gon Jinn y Darth Plagueis. Sin embargo, en una entrevista para un programa de televisión realizada en febrero de 2007, señaló que la novela se encontraba en suspenso debido a cuestiones de continuidad del universo expandido de La Guerra de las Galaxias. La novela fue cancelada y sustituida por una novela sobre Darth Bane. La novela de Plagueis volvió a ser viable en 2009, y Star Wars: Darth Plagueis se publicó en enero de 2012.
La novela Star Wars: Tarkin fue una de las cuatro primeras novelas publicadas para la franquicia después de que Lucasfilm redefiniera la continuidad de La Guerra de las Galaxias en abril de 2014. Su novela Catalizador: Una Novela de Rogue One se publicó en noviembre de 2016.

## Otros trabajos
En 1980 escribió la novela Head Hunters, que narra las aventuras de tres estadounidenses en Sudamérica, un lugar al que el propio Luceno ha viajado mucho. También es autor de A Fearful Symmetry, Rainchaser, Rock Bottom y The Big Empty, y escribió las novelizaciones de las películas La sombra y La máscara del Zorro. En 1992 escribió The Mata Hari Affair, basada en la serie televisiva Las aventuras del joven Indiana Jones. Está trabajando de forma intermitente en una autobiografía.
Asimismo, es el autor de la serie Web Warrior y coautor de la serie de novelizaciones de Robotech con su íntimo amigo Brian Daley, bajo el seudónimo común de  Jack McKinney. Ambos formaron parte del equipo de guionistas de la serie de dibujos animados de 1986 Las aventuras de los Guardianes de la Galaxia, creada por Robert Mandell. Además, Luceno escribió dos episodios de la serie de dibujos animados de 1995 La princesa Starla, también de Mandell.